# ريكس دوسن
ريكس دوسن (بالإنجليزية: Rex Dawson)‏ هو لاعب كرة قاعدة أمريكي، ولد في 10 فبراير 1889 في مقاطعة سكاغيت في الولايات المتحدة، وتوفي في 20 أكتوبر 1958 في إنديانابوليس في الولايات المتحدة.

## وصلات خارجية
- ريكس دوسن على موقعبيزبول رفرنس.كوم (الدوري الرئيسي) (الإنجليزية)
- ريكس دوسن على موقعبيزبول رفرنس.كوم (الدوري الثانوي) (الإنجليزية)